# Apanteles agilis
Apanteles agilis är en stekelart som först beskrevs av William Harris Ashmead 1905.  Apanteles agilis ingår i släktet Apanteles och familjen bracksteklar. Inga underarter finns listade i Catalogue of Life.